# Шамбоньер, Жак
Жак  Шампион де Шамбонье́р (фр. Jacques Champion de Chambonnières; между 1601 и 1602, Париж или поместье Шамбоньер — между концом апреля и 4 мая 1672, Париж) — французский клавесинист
, композитор и музыкальный педагог эпохи барокко. Придворный клавесинист и танцовщик Людовика XIII и Людовика XIV. Считается основоположником французской клавесинной школы.

## Биография
Родился в семье музыкантов. Сын Жака Шамбоньера (около 1555—1642), придворного органиста и клавесиниста; внук композитора, органиста и клавесиниста Тома Шамбоньера (около 1525 — после 1561, возможно, 1580), прозванного Миту (Mithou). Первым его учителем был отец. В 1638—1662 — органист и клавесинист парижской королевской придворной капеллы. В 1655 году рассматривал предложение переехать в Швецию, а в 1662 году К. Гюйгенс старался пристроить музыканта ко двору в Бранденбурге. У него сложились натянутые отношения с Людовиком XIV, но это препятствовало занимать высокий статус в музыкальных кругах Парижа. Так, в его доме проводились регулярные собрания, получившие название «Ассамблеи любознательных честных людей» (Assemblée des honnestes curieux).
Его клавесинные сюиты (два сборника первый — 1670, второй — около 1674 года), состоящие из танцевальных пьес (сарабанды, аллеманды, куранты, жиги, чаконы, паваны, гальярды и другие), органически связаны с традициями французской лютневой музыки и написаны в строгом и величавом стиле, близком стилю балетов Люлли. Шамбоньер одним из первых начал вводить орнаментацию мелодии — трели, форшлаги, морденты, группетто.
Шамбоньер — основоположник и глава французской школы клавесинистов. Его ученики — Г. Ардель, Р. Камбер, Г. Нивер, Николя Лебег, Жан-Анри д’Англебер, Куперены — Шарль, Луи и Франсуа — развивали принципы композиционной техники, заложенные Шамбоньером. Творчество Шамбоньера оказало влияние также на композиторов Германии, в частности на И. Фробергера.
Полное собрание клавесинных пьес Шамбоньера опубликовано в 1925 году в Париже под редакцией П. Брюнольд и А. Тессье.